# Francisco Serrano
Francisco Serrano (teljes nevén: Francisco Serrano y Dominguez), de la Torre hercege, (Anjonilla (Andalúzia), 1810. szeptember 18. – Madrid, 1885. november 26.) spanyol katonai vezető, politikus.

## Életpályája
Cádiz környékén született. Apja tábornok volt és maga is katonai pályára lépett. Már 30 éves korában tábornoki rangra emelkedett. A spanyol politikai élet küzdelmeiben az 1840-es években tevékeny részt vett; eleinte a progresszistákhoz csatlakozott, 1843-tól hadügyminiszter, majd 1845-ben szenátor lett, és mint II. Izabella királyné egyik kedvese, nagy befolyásra emelkedett. Ellenfelei 1847-ben eltávolították Madridból; egy ideig granadai főkapitány, majd a tüzérség főfelügyelője volt.
1854-ben részt vett a zaragozai felkelésben, ezért száműzték. Visszatérte után Leopoldo O’Donnell miniszterelnökhez csatlakozott, és fontos állásokat töltött be: 1856-ban párizsi követ, 1858-ban kubai főkapitány és miután San Domingót Spanyolország számára megszerezte, de la Torre herceggé és külügyminiszterré nevezték ki. 1865-ben a szenátus elnöke lett, de mivel a Narvaez-kormány ellen az ellenzék élén a királynőnek óvást nyújtott be, a Baleárokra száműzték. Szabadságát mind a mellett néhány hét múlva visszanyerte.
1868-ban részt vett abban az összeesküvésben, amelynek a célja Montpensier herceg trónra emelése volt, ezért a Kanári-szigetekre száműzték. Innen még ugyanezen évben visszatérve, vezére lett a szeptemberi felkelésnek, az alcolei hídnál leverte a királynőhöz hű csapatokat. Mivel II. Izabella királynő elűzetése után a pártok az új király személyében nem tudtak megegyezni, a hatalom egy időre az ő kezébe ment át. 1869. június 16-án régenssé választották; e méltóságot Savoyai Amadé király trónra lépéséig (1870) megtartotta. 1871 januárja és júliusa között miniszterelnök volt. A karlista felkelés ellen fővezérré nevezték ki, a felkelést 1872 májusában az amorevietai egyezséggel látszólag elnyomta. Az Amadé király lemondása után beállott fejetlenségnek 1874 január 4-én a cortes szétugrasztásával véget vetett. Miután a végrehajtó hatalmat a kezébe vette és a karlista döntő eredményt vívhatott volna ki, 1874 decemberében XII. Alfonz trónra lépése Serrano hatalmának véget vetett. Ezután visszavonultan élt, csak 1883-1884-ben szerepelt rövid ideig a Possada-Herrera-kormány alatt mint párizsi követ.